# District de Sindhuli
Le district de Sindhuli (en népalais : सिन्धुलीा जिल्ला) est l'un des 77 districts du Népal. Il est rattaché à la province de Bagmati. La population du district s'élevait à 295 741 habitants en 2011.

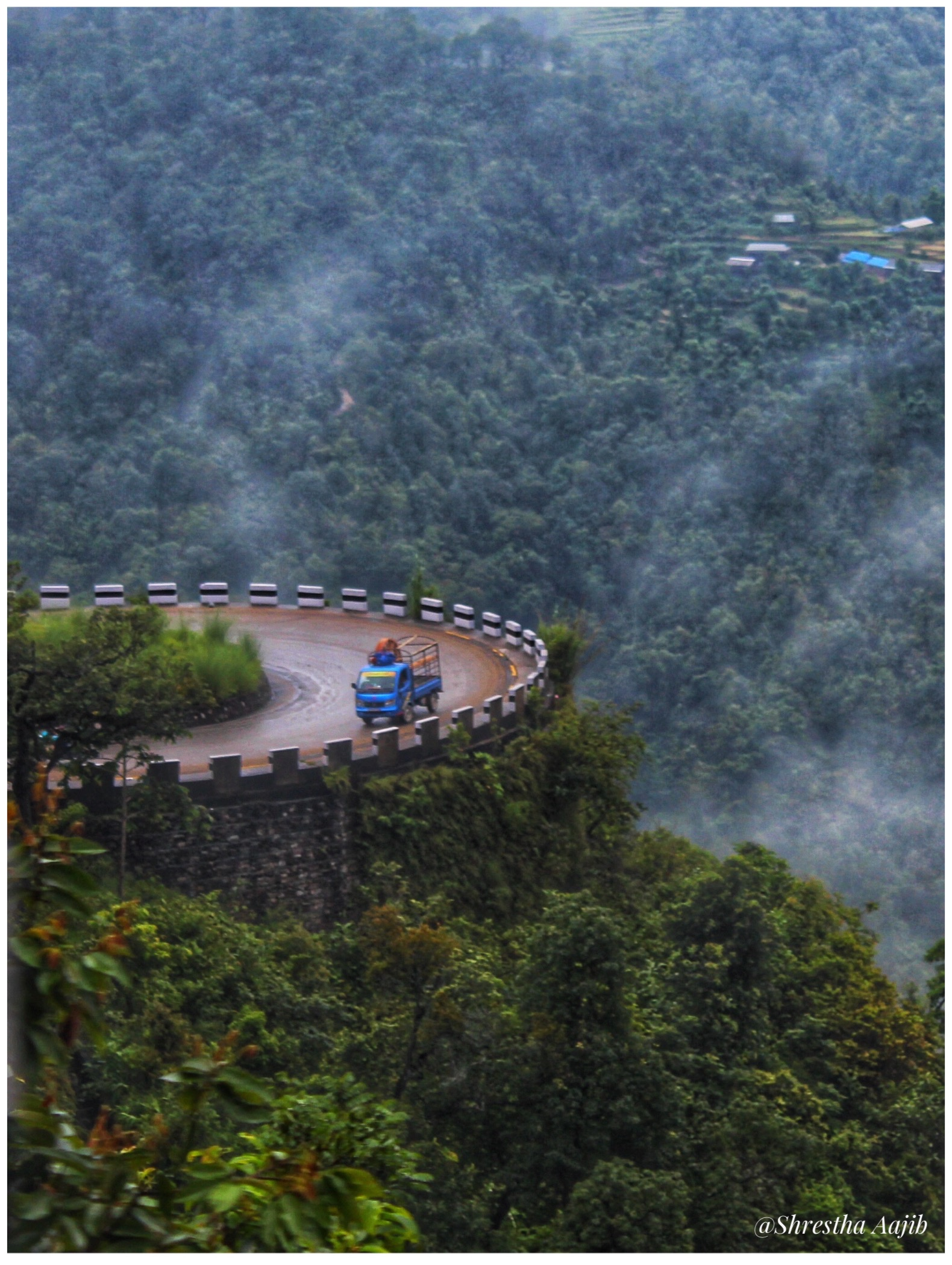
Autoroute Bp, Sindhuli

## Histoire
Il faisait partie de la zone de Janakpur et de la région de développement Centre jusqu'à la réorganisation administrative de 2015 où ces entités ont disparu.

## Subdivisions administratives
Le district de Sindhuli est subdivisé en 9 unités de niveau inférieur dont 2 municipalités et 7 gaunpalikas ou municipalités rurales.
| # | Nom             | Nom en népalais | Type         | Population (2011) | Superficie (km2) |
| - | --------------- | --------------- | ------------ | ----------------- | ---------------- |
| 1 | Kamalamai       | कमलामाई           | municipalité | 65 064            | 428,57           |
| 2 | Dudhauli        | दुधौली             | municipalité | 65 302            | 390,39           |
| 3 | Golanjar        | गोलन्जर           | gaunpalika   | 19 329            | 184,13           |
| 4 | Ghyanglekh      | घ्याङलेख           | gaunpalika   | 13 661            | 166,77           |
| 5 | Tinpatan        | तीनपाटन           | gaunpalika   | 38 395            | 280,26           |
| 6 | Fikal           | फिक्कल            | gaunpalika   | 16 968            | 186,06           |
| 7 | Marin           | मरिण             | gaunpalika   | 27 822            | 324,55           |
| 8 | Sunkoshi        | सुनकोशी            | gaunpalika   | 21 473            | 154,68           |
| 9 | Hariharpurgadhi | हरिहरपुरगढी        | gaunpalika   | 27 727            | 343,9            |